# Johann Georg Beza
Johann Georg Beza (* um 1628 in Hersfeld; † 5. April 1689 in Kassel) war Bürgermeister von Kassel.
Beza war der Sohn des Hersfelder Bürgers Georg Beza. Er heiratete am 25. November 1658 in Kassel Katharina Elisabeth Hartmann (1637–1713), der Tochter des Kasseler Regierungsrates David Hartmann. Er besuchte von 1637 bis 1645 das Gymnasium in Hersfeld und studierte 1646 in Kassel und 1647 in Bremen. 1576 wurde er Schöffe in Kassel. 1680 bis 1682 war er dort Bürgermeister und danach Regierungsrat und Advocatus fisci.